# مسجد الكبير (هيران)
مسجد الكبير في محلة هيران، وهو من مساجد أربيل التراثية القديمة، ولقد بني قبل حوالي أربعمائة وخمسون عاما ثم جدد بناؤهُ في عهد الدولة العثمانية، ويقع في قضاء شقلاوة بمنطقة هيران، وهو يعتبر من مساجد المنطقة الكبيرة وتبلغ مساحتهُ حوالي 2000م2، وبنيت جدرانه بمادة الحجر والطابوق وأمام مصلى الحرم باحة مغروسة بالأشجار فيها شجرة عملاقة يقال إنها معمرة ويعود عمرها إلى حوالي سبعة قرون حسب رأي الخبير الآثاري الألماني الذي زار المسجد والمنطقة، وكذلك توجد فيهِ عين ماء، وتعلوهُ منارة مئذنة حديثة ذات حوضين، وتوجد في الجامع غرفة مخصصة للإمام والخطيب، ومقابل الحرم طارمة مسقفة تقوم على أعمدة كونكريتية حديثة، وتقام في المسجد حاليا الصلوات الخمسة.